# Géza Páskándi
Géza Páskándi (n. 18 mai 1933, d.19 mai 1995) a fost un scriitor maghiar născut în Ardeal, la Viile, jud. Satu Mare, România, ales postum ca membru al Bibliotecii virtuale gratuite a Academiei Literare Digitale Ungare

## Biografia
Între 1949 și 1953, a fost redactor la săptămânalul Ifjúmunkás și apoi la cotidianul Előre. Din 1953, a studiat limba maghiară la Cluj-Napoca, în timp ce lucra și pentru revista literară Utunk. A fost arestat în 1957 și condamnat la șase ani de închisoare sub acuzația de revoltă împotriva statului și a ordinii publice. Și-a ispășit pedeapsa cu închisoarea într-un lagăr de muncă din Delta Dunării. În februarie 1963, a fost eliberat din Salcia prin amnistie.
După eliberare, a lucrat ca lucrător la raft și bibliograf în București. S-a căsătorit cu Sebők Anna. Între 1971 și 1973, a lucrat în redacția Editurii Kriterion din Cluj.
S-a mutat în Ungaria în 1974; aici a devenit colaborator principal la revista Kortárs, iar din 1991 a fost dramaturg la Teatrul Național. De asemenea, a fost președinte al redacției ziarului Erdélyi Magyarság și al programului Magyarok al Televiziunii maghiare. A devenit membru în comitetul Asociației Scriitorilor Maghiari, iar între 1992 și 1995 a fost membru în consiliul de conducere al Academiei Maghiare de Arte. În 2011 a fost ales postum ca unul dintre membrii Academiei Literare Digitale Ungare.
A fost înmormântat în cimitirul Farkasrét din Budapesta.

## Opere literare
- Piros madár (poezii), 1956;
- Holdbumeráng (poezii), 1966;[5]
- Szebb a páva, mint a pulyka (poezii pentru copii), 1968;
- Zápfog király nem mosolyog (povești), 1969;
- Az eb olykor emeli lábát (dialoguri, piese de teatru), 1970;
- Tű foka (poezii), 1972;
- A vegytisztító becsülete (povestiri), 1973;
- Beavatkozás (roman polițist), 1974;
- Piese de teatru: A rejtekhely, Időszak, A hülyegyerekek avagy A vándorköszörűs, A sor, 1974 ;
- A szárnyas bocs (povești), 1975;
- Papírrepülő eltérítése (poezii), 1976;
- A sárikás anyós (epos), 1979;
- Tréfás-pipás-kupakos (poezii pentru copii), 1979;
- A királylány bajusza (piesă de teatru pentru copii), 1984;
- Erdélyi triptichon (drame), 1984;
- A szabadság színeváltozásai (eseuri), 1984;
- A szalmabábuk lázadása (roman), 1985;
- A szörnyszülött (povestiri), 1985;
- Üvegek (novellák), 1986;
- Az árnyékfejtők (roman), 1988;
- A sírrablók (roman), 1989;
- A Nagy Dilettantissimo (poezii), 1990;
- A Nagy Légyölő (roman), 1991;
- Az Árpád-házi Triptychon (drame), 1994;
- Begyűjtött vallomásaim (autobiografie), 1996).

## Filme după scrieri ale luiGéza Páskándi
- Holnap lesz fácán, 1974, regizor Sándor Sára
- Tornyot választok (TV-film), 1975, regizor Imre Mihályfi
- Hány az óra, Vekker úr?, regizor Péter Bacsó
- A szalmabábuk lázadása, 1999, regizor György Palásthy
- Árnyékban, 1999, regizor Attila Seprődi Kiss

## Traduceri
- Sticle (povestiri), traducere de Adela Rodica Sălăgeanu, Editura Cartea Românească, București, 1971.[6]

## Studii critice și recenzii
- Viola Vancea, Disimulare și simbol. În: România literară, nr. 20/ 13 mai 1971, p. 9.